# Aéroport international de Kemerovo
Pour les articles homonymes, voir KEJ.
L'aéroport international de Kemerovo (russe : Международный Аэропорт Кемерово) (code IATA : KEJ • code OACI : UNEE) est un des plus grands aéroports de l'Oblast de Kemerovo (russe : Кемеровская область, Kemerovskaya oblast), en Russie, dans le sud-ouest de la Sibérie. L'aéroport est situé à 10 kilomètres au sud-est de Kemerovo, et se situe près de la route fédérale R255 et de la route Kemerovo-Novokouznetsk.

## Situation

### Carte des aéroports russes
| \| 50 km1:1 791 000 \| Koursk Abakan Anapa Pskov Arkhangelsk Astrakhan Barnaoul Belgorod Blagoveshchensk Bratsk Grozny Guelendjik Iakoutsk Iékaterinbourg Ijevsk Ioujno-Sakhalinsk Irkoutsk Kaliningrad Kazan Kemerovo Khabarovsk Khanty-Mansiïsk Krasnodar Krasnoïarsk Magadan Magnitogorsk Makhachkala Mineralnye Vody Mirny Moscou · SVO Moscou · DME Moscou-VKO Mourmansk Narian-Mar Nijnekamsk Nijnevartovsk Nijni Novgorod Noïabrsk Alykel Novokouznetsk Novossibirsk Novy Ourengoï Omsk Orenbourg Oufa Oulan-Oude Oulianovsk Perm Petropavlovsk-Kamtchatski Rostov · sur-le-Don Sabetta Saint-Pétersbourg Salekhard Samara Saratov Simferopol Sotchi Sourgout Stavropol Kyzyl Syktyvkar Tcheliabinsk Tchita Tioumen Tomsk Vladivostok Volgograd Voronej |
| 50 km1:1 791 000 |

## Compagnies aériennes et destinations
| Compagnies    | Destinations                                                          |
| ------------- | --------------------------------------------------------------------- |
| Aeroflot      | Moscou Chérémétiévo                                                   |
| ALROSA        | En saison : Simféropol, Sotchi-Adler En saison charter : Sanya-Phénix |
| Azur Air      | En saison charter : Antalya, Cam Ranh, Phuket, Pattaya U-tapao        |
| Pobeda        | Moscou-Vnoukovo                                                       |
| Royal Flight  | En saison charter : Antalya, Cam Ranh, Krabi, Phuket, Pattaya U-tapao |
| S7 Airlines   | Moscou-Domodédovo                                                     |
| Ural Airlines | Moscou-Domodédovo                                                     |

Édité le 28/04/2018